# 70 Панопея
70 Панопея — астероїд головного поясу, відкритий 5 травня 1861 року.
Тіссеранів параметр щодо Юпітера — 3,355.